# Kyrtolitha pantophrica
Kyrtolitha pantophrica là một loài bướm đêm trong họ Geometridae.